# عروس خیابان فرشته
عروس خیابان فرشته با نام سابق عروس هندی، فیلمی به کارگردانی مهدی خسروی، نویسندگی الهه زارع و تهیه‌کنندگی محمدرضا شریفی‌نیا محصول سال ۱۳۹۹ است.

## داستان
خانواده مهاجر درخانه‌ای قدیمی در دل خیابان فرشته که متعلق به دایی خانواده است زندگی می‌کنند. هر یک از اعضای خانواده از فضای این خانه به نحوی ارتزاق می‌کنند. با بازگشت دایی خانواده پس از سال‌ها به همراه عروسش از خارج از کشور به نیت فروش خانه قدیمی خانواده مهاجر را وارد چالش و دردسرهای بزرگی می‌کند و این خانواده تلاش می‌کنند، به هر نحوی این خانه را حفظ کنند.

## بازیگران
| بازیگران           | نقش ها         |
| ------------------ | -------------- |
| محمد رضا شریفی نیا | رضا مهاجر      |
| عاطفه رضوی         | پروین حشمت     |
| سام نوری           | پرویز حشمت     |
| علیرضا جعفری       | پدرام مهاجر    |
| مهراوه شریفی‌نیا    | پریسا مهاجر    |
| پوریا پورسرخ       | ساسان محمدی    |
| حسام نواب صفوی     | ماینکل         |
| شقایق فراهانی      | پدیده          |
| فهیمه رحیمیان      | طاووس          |
| مجتبی شفیعی        | شاهین          |
| ملودی موسوی        | سیتا           |
| تارا عطار          | گیتا           |
| رامین ناصرنصیر     | رئیس شرکت بیمه |
| هلیا امامی         | ربکا           |
| آوا فیاض           | زری            |
| کمند امیرسلیمانی   | ژینوس          |
| ایلیا رزلانسری     | ایلیا محمدی    |